# Rubidiumthiosulfat
Rubidiumthiosulfat ist eine chemische Verbindung des Rubidiums aus der Gruppe der Thiosulfate.

## Gewinnung und Darstellung
Rubidiumthiosulfat kann als Nebenprodukte bei der Darstellung von Alkalimetall-(Oxido)sulfidomolybdaten, -wolframaten und -antimonaten erhalten werden. Bei
diesen Synthesen kristallisierten die Thiosulfate in einigen Reaktionsansätzen, bei denen wässrige, alkalische Alkalimetall-Oxidometallat-Lösungen mit Schwefelwasserstoff-Gas behandelt wurden. Aus den gelben Reaktionslösungen kristallisieren farblose bis schwach gelbliche Kristallnadeln in Form des Monohydrates aus.

## Eigenschaften
Rubidiumthiosulfat-Monohydrat ist ein farbloser bis leicht gelblicher Feststoff. Er besitzt eine monokline Kristallstruktur mit der Raumgruppe C2/m (Raumgruppen-Nr. 12). Die Thiosulfat-Ionen liegen auf Spiegelebenen der Raumgruppe. Die S-O-Bindungslängen weichen nur sehr wenig von der idealen 3m-Symmetrie ab.